# Camphin-en-Pévèle
Camphin-en-Pévèle é uma comuna francesa na região administrativa de Altos da França, no departamento do Norte. Estende-se por uma área de 6.45 km². Em 2010 a comuna tinha 2 534 habitantes (densidade: 392,9 hab./km²).